# Malaysia Airlines
La Malaysia Airlines (MAS) (in malese: Penerbangan Malaysia) è la compagnia aerea di bandiera della Malaysia e alla quale Skytrax assegna il rating di 3 stelle.

## Storia

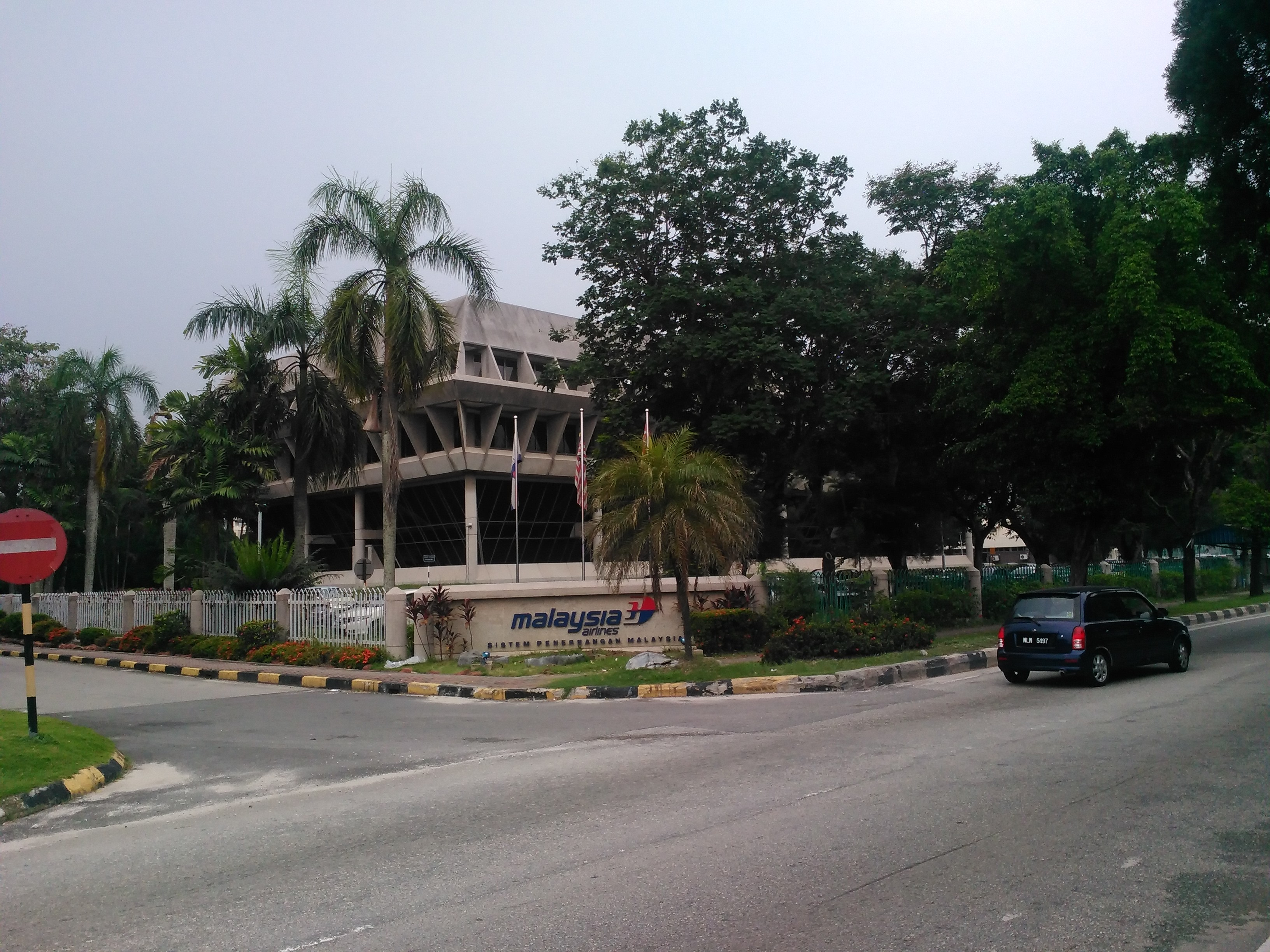
La sede di Malaysia Airlines

La attuale Malaysia Airlines nasce come Malayan Airways Limited (MAL) il 12 ottobre 1937 come iniziativa delle compagnie britanniche Ocean Steamship Company di Liverpool e Imperial Airways di Londra e della Straits Steamship di Singapore su richiesta del Governo degli Stabilimenti dello Stretto di avviare un collegamento aereo permanente fra Penang e Singapore.
Il primo volo commerciale della MAL avviene dieci anni più tardi, il 21 aprile 1947 e nel 1963, con la formazione definitiva dello Stato della Malesia, l'azienda cambia nome in Malaysian Airlines Limited. Poco dopo la nuova MAL incorpora la compagnia Borneo Airways e nel giro dei successivi 20 anni, da compagnia aerea con un unico aereo in servizio, diventa una società con 2 400 dipendenti e una flotta di moderni Comet IV, di 6 Fokker F27 e di 8 Douglas C-54 Skymaster.
Nel 1965, con la fuoriuscita di Singapore dalla Federazione della Malesia, la MAL divenne la compagnia aerea di due diversi Paesi contemporaneamente, Singapore e Malesia, e mutò nome e marchio in Malaysia-Singapore Airlines (MSA): la neonata compagnia crebbe immediatamente inaugurando nuove rotte verso Perth, Taipei, Roma e Londra ma si sciolse nel 1972.
La parte malese della compagnia divenne Malaysian Airline Limited, poi Malaysian Airline System, e prese il via il 1º ottobre 1972; più avanti modificò il nome nell'attuale Malaysia Airlines e rimane tuttora la compagnia di bandiera della Malaysia.

## Situazione economica
Le due tragedie che, in poco più di quattro mesi, hanno colpito la compagnia di bandiera malese controllata dal Governo, pongono seri interrogativi sulla capacità del vettore di potere sopravvivere ad un così duro momento economico. Malaysia Airlines sarebbe infatti sull'orlo della bancarotta e la compagnia subisce perdite per un valore che si aggira sui 2 milioni di dollari al giorno.
In particolare gli analisti si soffermano sulla caduta delle azioni dell'azienda che, dal 1º gennaio 2014, hanno perso il 35% del valore, e sullo stress e le crisi di panico dei suoi dipendenti. Funzionari governativi malesi, intervistati sulla questione del futuro dell'azienda il 18 luglio, hanno rifiutato di rispondere alle domande ma esperti di aviazione civile hanno sottolineato come l'ipotesi più realistica, nel caso azioni specifiche non vengano intraprese a presto, possa essere una prossima bancarotta dell'azienda. Fra le azioni urgenti per evitare un fallimento andrebbero presi in esame la privatizzazione della compagnia, il suo snellimento e un cambio di marchio.
Il 21 luglio la compagnia aerea faceva sapere, attraverso le pagine del proprio sito, di avere provveduto a mettere a disposizione la cifra di 5 000 dollari americani a ogni famiglia di quanti presenti sul volo 17 in modo da coprire le eventuali ed impellenti necessità economiche.

## Destinazioni
Al 2024 Malaysia Airlines raggiunge 68 destinazioni dal proprio hub di Kuala Lumpur, sia voli nazionali che verso altre città in Asia orientale, Arabia Saudita,  Oceania, Qatar e Regno Unito.

### Accordi commerciali
Malaysia Airlines ha accordi di codeshare con le seguenti compagnie aeree:
- Air Mauritius
- Alaska Airlines
- American Airlines
- Bangkok Airways
- British Airways
- Cathay Pacific
- China Airlines
- China Southern Airlines
- Emirates
- Ethiopian Airlines
- Finnair
- Garuda Indonesia
- IndiGo
- Japan Airlines
- KLM
- Korean Air
- LATAM Airlines
- Myanmar Airways International
- Oman Air
- Philippine Airlines
- Qatar Airways
- Royal Brunei Airlines
- Royal Jordanian
- Saudia
- Singapore Airlines
- SriLankan Airlines
- Thai Airways International
- Turkish Airlines
- Uzbekistan Airways
- XiamenAir

### Alleanze
Dal 1º febbraio 2013, Malaysia Airlines è un membro di Oneworld.

## Flotta

### Flotta attuale

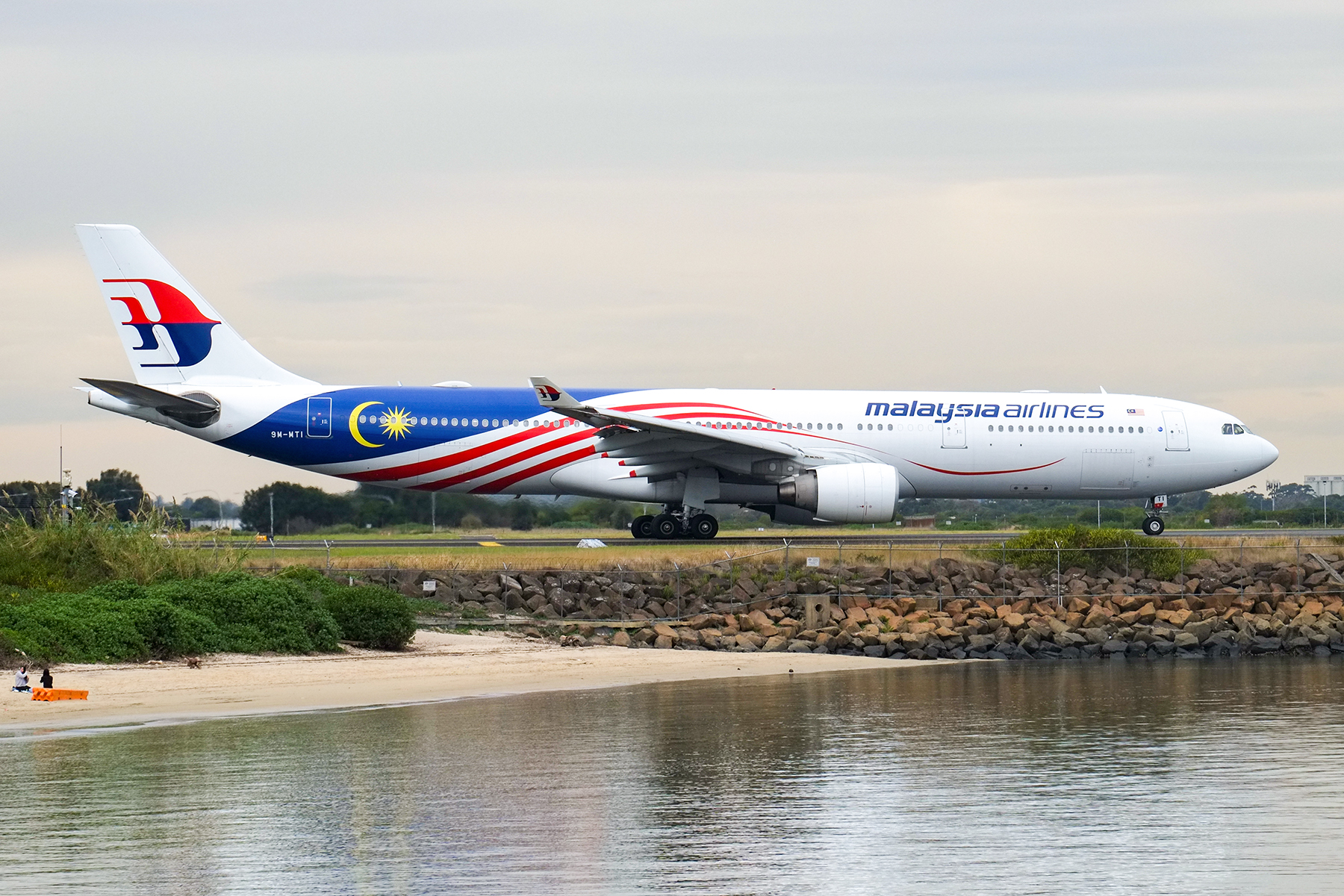
Un Airbus A330-300.

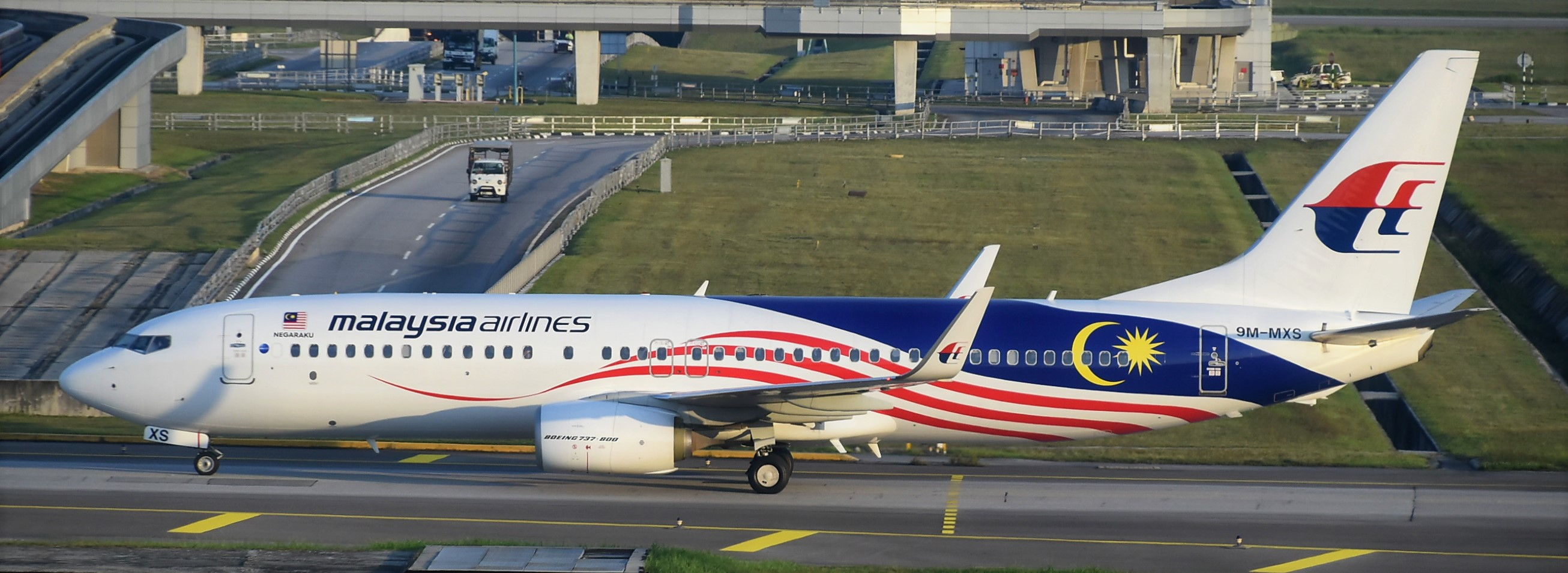
Un Boeing 737-800.

Ad ottobre 2024 la flotta di Malaysia Airlines è così composta:

### Flotta storica

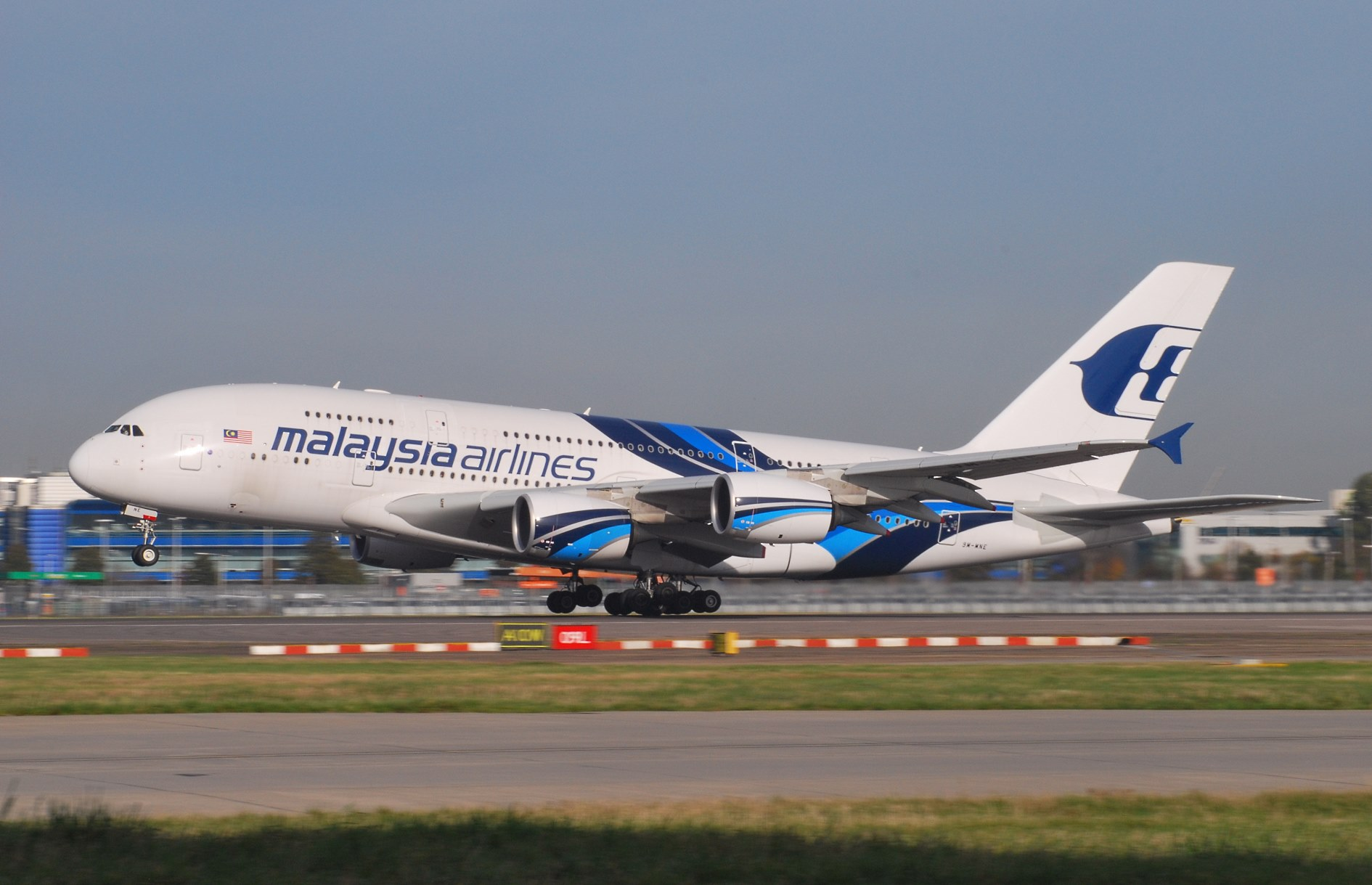
Un Airbus A380.

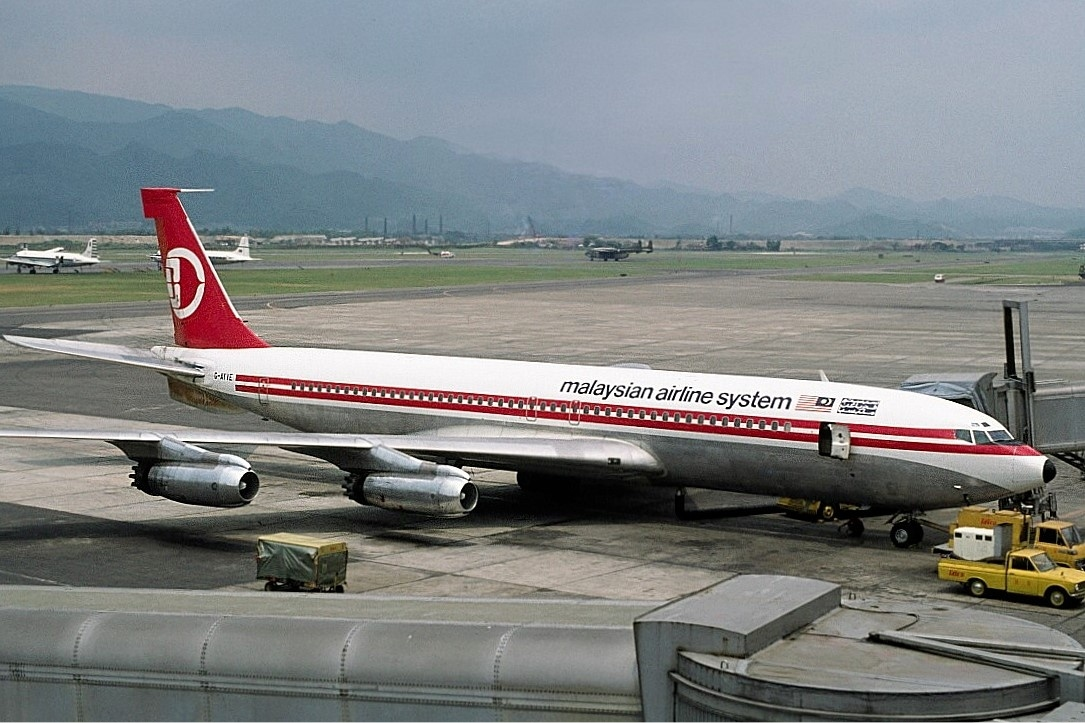
Un Boeing 707-300.

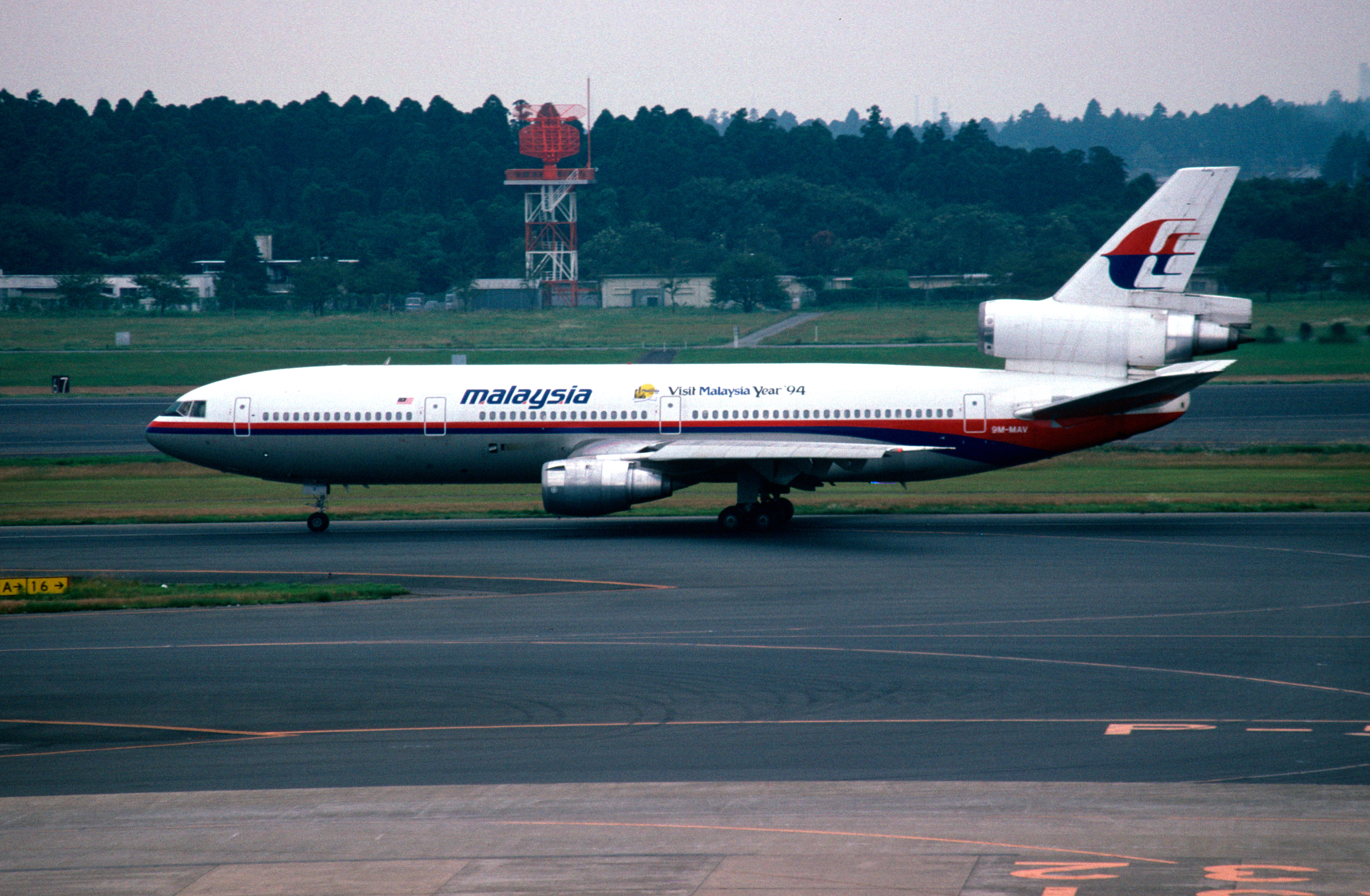
Un McDonnell Douglas DC-10.

Malaysia Airlines operava in precedenza con i seguenti aeromobili:

## Incidenti

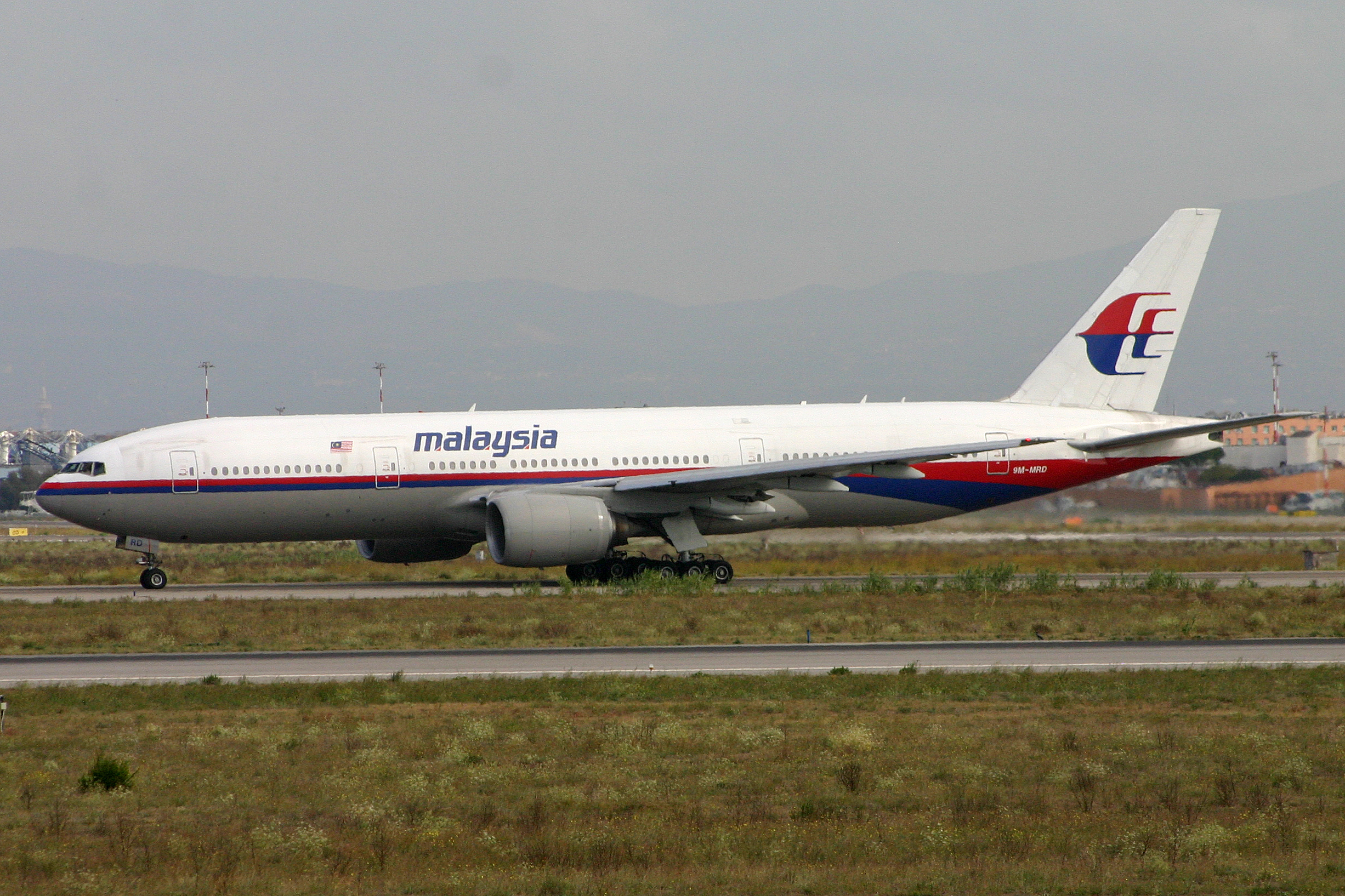
Il Boeing 777-200ER coinvolto nell'incidente del volo MH17.

- 15 settembre 1995: un Fokker F27 Mark 050 operante il volo Malaysia Airlines 2133 fra Kota Kinabalu e Tawau, in Malaysia, si schianta su una baraccopoli in fase di atterraggio: muoiono 34 fra passeggeri e membri dell'equipaggio.[14]
- 15 marzo 2000: un Airbus A330-322 della compagnia (9M-MKB/MSN 068) viene danneggiato irreparabilmente all'aeroporto Internazionale di Kuala Lumpur (volo Malaysia Airlines 85 proveniente dall'aeroporto di Pechino-Capitale) dalla fuoriuscita di materiali chimici corrosivi trasportati sull'aereo stesso.[15]
- 8 marzo 2014: un Boeing 777-200ER operante il volo Malaysia Airlines 370 scompare prima di entrare nello spazio aereo vietnamita e non se ne troverà più traccia fino al 24 marzo 2016, quando verranno ritrovati piccoli resti dell'aereo in Mozambico. Il volo era partito da Kuala Lumpur e diretto a Pechino. Sul velivolo erano imbarcati 227 passeggeri e 12 membri dell'equipaggio.[16]
- 17 luglio 2014: un Boeing 777-200ER, operante il volo Malaysia Airlines 17 da Amsterdam a Kuala Lumpur con a bordo 283 passeggeri e 15 membri dell'equipaggio, viene abbattuto da un missile terra-aria al confine tra l'Ucraina e la Russia, a 80km da Donec'k.[17]